# Osina Mała (województwo dolnośląskie)
Osina Mała – wieś w Polsce położona w województwie dolnośląskim, w powiecie ząbkowickim, w gminie Ziębice.

## Podział administracyjny
W latach 1975–1998 miejscowość administracyjnie należała do województwa wałbrzyskiego.

## Demografia
Według Narodowego Spisu Powszechnego (III 2011 r.) liczyła 54 mieszkańców. Jest najmniejszą miejscowością gminy Ziębice.